# Ugarci (Trebinje)
Pour les articles homonymes, voir Ugarci.
Ugarci (en serbe cyrillique : Угарци) est un village de Bosnie-Herzégovine. Il est situé sur le territoire de la ville de Trebinje et dans la république serbe de Bosnie. Selon les premiers résultats du recensement bosnien de 2013, il ne compte plus aucun habitant.

## Géographie
Le village est situé sur les bords de la rivière Londža.
Il est entouré par les localités suivantes :
| Ždrijelovići        |        | Šćenica Ljubomir |
| Ždrijelovići Ukšići | Ugarci | Pijavice         |
|                     | Ukšići | Čvarići          |

## Histoire
Sur le territoire se trouvent trois sites inscrits sur la liste provisoire des monuments nationaux de Bosnie-Herzégovine : le site de Sušici avec un tumulus préhistorique et des stećci, un type particulier de tombes médiévales, la nécropole de Ljeskova glavica, elle aussi avec des stećci, et l'église Saint-Michel.

## Démographie

### Évolution historique de la population dans la localité
| 1948 | 1953 | 1961 | 1971 | 1981 | 1991 | 2013 |
| ---- | ---- | ---- | ---- | ---- | ---- | ---- |
| -    | -    | 86   | 83   | 61   | 65   | 0    |

|  |